# Ellisina gautieri
Ellisina gautieri is een mosdiertjessoort uit de familie van de Ellisinidae. De wetenschappelijke naam van de soort is voor het eerst geldig gepubliceerd in 1993 door Fernandez Pulpeiro & Reverter Gil.